# Daphne sericea
Espèce
Classification phylogénétique
Daphne sericea, parfois appelé Daphné soyeux, est une espèce végétale de la famille des Thymelaeaceae.
C'est une plante arbustive de 30 à 60 cm de l'Asie Mineure, de l'Italie et la Sicile, que l'on rencontre sur les étendues rocailleuses et les pinèdes ouvertes entre 0 et 1 800 m.